# 5958 Barrande
5958 Barrande (1989 BS1) là một tiểu hành tinh vành đai chính được phát hiện ngày 29 tháng 1 năm 1989 bởi A. Mrkos ở Klet.